# The Pop Group
The Pop Group – brytyjski zespół post punkowy, istniejący w latach 1978–1981 oraz ponownie od 2010.
Pomimo ironicznej nazwy, muzyka zespołu naznaczona była elementami eksperymentalnymi z takich gatunków, jak free jazz, world music, funk czy dub. Jej celem było wybudzenie słuchaczy z letargu, w związku z czym często miała społeczny albo polityczny przekaz. Grupa pierwsze single i album wydała w wytwórni Radar Records, po czym związała się z Rough Trade, z którego odeszła jeszcze przed rozpadem. Pomimo braku komercyjnego sukcesu, The Pop Group jako inspirację wskazywali między innymi Mike Watt z Minutemen czy Nick Cave.

## Dyskografia
- Y (album, 1979, Radar Records; reedycja na CD w Radar w 1996 i w Rhino Records w 2007)
- She Is Beyond Good and Evil (singiel, 1979, Radar Records)
- For How Much Longer Do We Tolerate Mass Murder? (album, 1980, Rough Trade, kolaboracja z The Last Poets)
- We Are All Prostitutes (singiel, 1980, Rough Trade Records)
- Where There's A Will... (singiel, 1980, Rough Trade; split z the Slits)
- We Are Time (album, 1980, częściowo bootleg)
- We Are All Prostitutes (kompilacja, 1998, Radar Records)
- Idealists In Distress from Bristol

## Skład
- Mark Stewart – wokal († 21 kwietnia 2023)[1]
- Gareth Sager – saksofon
- Bruce Smith – perkusja
- Dan Catsis (od 2010)

### Byli członkowie
- Simon Underwood – bas, wiolonczela (do października 1980)
- John Waddington gitara (do 1981)
- John Oliver – bas (1980–1981)
- Brian Neville – perkusja (1979–1980)
- Paul Stewart